# Фабіо Кольторті
Фабіо Кольторті (нім. Fabio Coltorti, нар. 3 грудня 1980, Крієнс, Швейцарія) — швейцарський футболіст, воротар. Виступа зокрема за німецький клуб «РБ Лейпциг».

## Клубна кар'єра
Народився 3 грудня 1980 року в місті Крієнс. Вихованець футбольної школи клубу «Крієнс». Дорослу футбольну кар'єру розпочав 1999 року в основній команді того ж клубу, в якій провів два сезони, взявши участь у 12 матчах чемпіонату.
Згодом з 2001 по 2007 рік грав у складі команд клубів «Шаффгаузен», «Тун» та «Грассгоппер».
Своєю грою за останню команду привернув увагу представників тренерського штабу іспанського клубу «Расінг», до складу якого приєднався 2007 року. Відіграв за клуб із Сантандера наступні чотири сезони своєї ігрової кар'єри.
Протягом 2011—2012 років захищав кольори команди клубу «Лозанна».
До складу німецького «РБ Лейпциг» приєднався 2012 року. Відтоді встиг відіграти за нього 92 матчі в національному чемпіонаті. 24 квітня 2015 року відзначився забитим голом на 90-й хвилині матчу, принісши перемогу своїй команді над «Дармштадтом» 2-1. Таким чином став першим воротарем, який забив гол з гри в історії Першої та Другої Бундесліги.

## Виступи за збірну
2006 року дебютував в офіційних матчах у складі національної збірної Швейцарії. Наразі провів у формі головної команди країни 8 матчів.
У складі збірної був учасником чемпіонату світу 2006 року у Німеччині.